# Антонов, Дмитрий Иванович
Дмитрий Иванович Антонов (1896 — ?) — советский государственный и партийный деятель. 1-й секретарь Челябинского обкома ВКП(б) (1938—1940). Участник Первой мировой войны и Гражданской войны в России.

## Биография
Родился в д. Прилепы Сергеевской волости Рославльского уезда Смоленской губернии в семье русского крестьянина-бедняка. В 1909 году окончил 3 класса церковно-приходской школы в Сергеевской волости. Затем семья переехала в Донбасс, где его отец и четверо братьев стали работать на шахтах. С 13 лет работал плитовым, коногоном, бурильщиком, отбойщиком, а затем на рудниках Когана «Надежда» в Олонецкой губернии выборщиком породы, саночником, вагонщиком.
В августе 1915 года мобилизован в царскую армию. Участник Первой мировой войны, воевал рядовым 102-го Вятского пехотного полка на Австрийском, Румынском фронтах.
После демобилизации в декабре 1917 г. красногвардеец отряда Шульца в Одессе, Таганроге и Иловайском. С февраля 1918 г. уполномоченный шахткома шахты Усовской в г. Чистяково в Донбассе. Член РКП(б) с марта 1918 г. С апреля 1918 г. в Рабоче-крестьянской Красной армии: красноармеец 2-й Внеочередной дивизии на Кубани. С сентября 1918 г. рабочий шахты Шаховского на ст. Марьевка . С января 1919 г. шофер в Красной армии. Воевал в составе 40-й Богучарской стрелковой дивизии на Украине, Кавказе и на Дону.  
С октября 1922 г. секретарь ячейки КП(б)У шахты № 8, секретарь рудоуправления в Чистяково. С сентября 1927 г. секретарь Песчанского райкома КП(б)У Тульчинского округа Украинской ССР. В 1930 году закончил курсы по подготовке во Высшие технические учебные заведения в Харькове, после чего в мае поступил в Московский горный институт на специальность горный инженер. После окончания института в мае 1935 г. помощник заведующего Промышленным отделом ЦК ВКП(б) в Москве.  
С апреля 1938 и.о. и. о. председателя Челябинского облисполкома, а с 7 мая 1938 г. 1-й секретарь Челябинского обкома ВКП(б). Снят с должности в феврале 1940 г. за невыполнение планов металлургическими предприятиями. На XVIII съезде ВКП(б) 21 марта 1939 г. избирался кандидатом в члены ЦК ВКП(б). В феврале 1941 участвовал в работе XVIII партконференции в качестве делегата с совещательным голосом. На конференции был выведен из состава кандидатов в члены ЦК. Отозвали Антонова в Москву, мотивируя тем, что «обком ВКП(б) не обеспечил выполнения планов на промышленных предприятиях и в сельском хозяйстве». Антонов свою вину признал: «Не вышло у меня, товарищи, жаль... Положение в чёрной металлургии дошло до такой степени, что ЦК партии вынужден был вмешаться...». 
С марта 1940 г. начальник Главной государственной горно-технической инспекции Народного комиссариата угольной промышленности СССР . С августа 1941 г. начальник строительства Березниковского калийного комбината в Молотовской области. С февраля 1943 г. начальник производственного отдела Главного управления горно-химической промышленности (Главгорхимпром) Народного комиссариата химической промышленности СССР. С декабря 1943 г. 1-й секретарь Мариупольского горкома КП(б)У. С июля 1945 г. заместитель председателя Сталинского облисполкома. С сентября 1945 г. заместитель начальника комбината по общ. вопросам на строительстве комбината № 7 МВД СССР в пос. Усть-Нарва Эстонской ССР. С апреля 1947 пг. в заграничной командировке в Румынии. С июля 1952 г. начальник отдела 4-го управления Главного управления советским имуществом за границей (Главсовзагранимущество). С ноября 1953 г. начальник отдела угольной промышленности управления горнорудной промышленности Главсовзагранимущества Министерства внешней торговли СССР. В апреле 1954 г. продолжал работать в этой должности. С июня 1960 г. пенсионер союзного значения. В марте 1974 г. состоял на учете в Октябрьском райкоме КПСС г. Москвы. С октября 1987 размер персональной пенсии Антонова был повышен. На момент фактического роспуска КПСС в августе 1991 г. был жив.